# آنا بورگرید
آنا بورگرید (۲ مه ۱۹۶۹–۱۸ فوریه ۲۰۱۹) کارآفرین، نویسنده و وبلاگ نویس سوئدی بود. او مدیر ارشد استراتژی در پولاربروودس‌گروپن بود.

## زندگی‌نامه
آنا بورگرید در دانشگاه اومئو به تحصیل علوم سیاسی و مطالعات صلح و بحران پرداخت. رساله دکتری وی، مدیریت تعارضات درون جمعی: ساختارهای غالب و چالشهای جهانی در تئوری و عمل بر مدیریت منازعه متمرکز شده‌است. وی به عنوان مدیر ارشد استراتژی در پولاربروودس‌گروپن، بخشی از نسل پنجم که شرکت خانوادگی خود را رهبری می‌کرد. او همچنین به عنوان مشاور کمیسیون آینده دولت سوئد خدمت کرده‌است.
بورگرید در سال ۲۰۱۳ با رمان دیوارهای نازک اولین بار به عنوان نویسنده داستان مطرح شد. این رمان بر اساس نسخه خطی فیلم بلند او ساخته شده‌است که در سال ۲۰۰۰ به فیلم جایزه دستنوشته وستربوتن اهدا شد. در سال ۲۰۰۴، نسخه خطی اساس فیلم کوتاه روح خانواده بود که برای آن بورگرید نیز موسیقی نوشت. روح خانواده در جشنواره فیلم وستربوتن (VAFF) در سال ۲۰۰۴ به عنوان بهترین نسخه خطی و بهترین فیلم معرفی شد.

## مرگ
بورگرید در ۱۸ فوریه ۲۰۱۹ در سن ۴۹ سالگی درگذشت.